# Прескотт Буш
Прескотт Шелдон Буш (англ. Prescott Sheldon Bush; 15 травня 1895 — 8 жовтня 1972) — банкір, сенатор США від штату Коннектикут, батько 41-го президента США Джорджа Буша, дід 43-го президента США Джорджа Вокера Буша.

## Біографія
Народився 15 травня 1895 року в родині американського промисловця Самюеля Буша і Флори Буш в Колумбусі, штат Огайо, освіту здобув в Єльському університеті.
У 1918 році, будучи студентом Єльського університету та членом таємного товариства «Череп і кістки», Прескотт Буш, викопав з двома іншими студентами череп вождя індіанського племені апачі Джеронімо на федеральному кладовищі Форт Сілла в Оклахомі і підніс його як подарунок братству. Стверджується, що в даний час череп вождя зберігається в спеціальному місці на території Єльського університету і використовується в різних ритуалах братства. Також існують чутки, що в могильнику «Черепу і кісток» мається і череп Че Гевари.
Військову службу проходив у Франції під час Першої світової війни у складі Американського експедиційного корпусу. Після закінчення війни повернувся в США і влаштувався на роботу в продуктову компанію, потім став віце-президентом в компанії свого тестя.
З 1944 до 1956 Буш був членом Єльської корпорації, заснованої керівництвом Єльського університету.
Політичну кар'єру Прескотт Буш розпочав у штаті Коннектикут; будучи типовим республіканцем Нової Англії, Буш проводив консервативну політику. Сьогодні багато хто оцінює його діяльність як помірно республіканську. У 1952 році він був обраний в сенат від Коннектикуту, на цій посаді проявив себе як активний прихильник президента Дуайта Ейзенхауера.
Помер 8 жовтня 1972 у Нью-Йорку. Похований на кладовищі Патмана в Гринвічі (штат Коннектикут) разом зі своєю дружиною Дороті Волкер Буш.